# Svarthalsad grönbulbyl
Svarthalsad grönbulbyl (Neolestes torquatus) är en fågel i familjen bulbyler inom ordningen tättingar.

## Utseende och läte
Svarthalsad grönbulbyl är en udda bulbyl som påminner om en törnskata. Hjässa och skuldror är grå, rygg och vingar olivgröna. Från näbben och genom öga och öra går ett svart band som formar ett brett halsband på gräddvita undersidan. Lätet är ett snabbt, ljust och gnälligt "chet-cherit-rit-rit-rit" medan den fylliga och melodiska sången stiger och sjunker i tonhöjd, återgiven som "choo-oo-cheloo-eo-loo-oe-loo".

## Utbredning och systematik
Fågeln förekommer på savann från Gabon till Angola, sydöstra Demokratiska republiken Kongo och nordvästra Zambia. Den placeras som enda art i släktet Neolestes och behandlas som monotypisk, det vill säga att den inte delas in i några underarter. På grund av dess avvikande utseende placerades fågeln länge i familjen törnskator eller busktörnskator. Genetiska studier från 1999 bekräftar dock att den är en bulbyl.

## Levnadssätt
Svarthalsad grönbulbyl hittas lokalt i beskogad högväxt gräsmark med spridda buskar. Den ses oftast i par.

## Status
Arten har ett stort utbredningsområde och beståndet anses stabilt. Internationella naturvårdsunionen IUCN listar den därför som livskraftig (LC).